# Al-Mubarka
Al-Mubarqa, literalment «el Velat», malnom o làqab amb què fou conegut Tamim al-Lakhmí, al seu torn conegut també com a Abu-Harb al-Yamaní, fou un rebel contra el califa al-Mútassim a Palestina. Les fonts principals de la seva activitat són Muhàmmad ibn Jarir at-Tabarí i al-Yaqubí.
Era un cap tribal i hauria fet matar un soldat per raons personals el que va provocar un conflicte que va portar a la seva revolta a la que van participar les tribus Lakhm, Djudham, Amila i Balkayn. Derrotat es va refugiar a les muntanyes d'al-Urdunn. Cobria el seu rostre amb un vel i per això fou anomenat «el Velat», al-Mubarka.
Se li van unir camperols pobres de la regió i alguns malcontents; com que pretenia ser descendent dels omeies fou considerat per la gent com el Sufyani, i va fer nombrosos adeptes fins i tot entre les famílies nobles. El califa va enviar un exèrcit manat per Radja ibn Ayyub al-Hidari però aquest no tenia prou homes per derrotar-lo; no obstant va saber esperar amb paciència al temps de la collita quan els camperols que seguien a al-Mubarka van anar a fer les tasques pròpies. Segons Ibn Khaldun, al-Mutasim va morir durant aquest temps (se sap que al-Mútassim va morir el 6 de gener del 842) i el seu successor al-Wathik va enviar a Radja contra el iemenita Ibn Bayhas, un noble que segons algunes fonts s'havia posat al costat d'al-Mubarka (altres fonts no ho esmenten) i s'havia revoltat a Damasc; segons al-Tabarí fou el mateix al-Mútassim el que va enviar a Radja contra Ibn Bayhas. Fos com fos el rebel fou derrotat i llavors Radja va retornar a Palestina i va atacar al velat. La batalla es va lliurar prop de Ramla, i el rebel fou fet presoner i enviat a Samarra on fou empresonat. No se sap quan va morir.